# 短腸症候群
短腸症候群（簡稱SBS）是由於小腸較短，功能較弱所引起的吸收異常。主要症狀是腹瀉，其可導致脫水，營養不良和體重減輕。其他症狀可能包括腹脹，胃灼熱，感覺疲倦，乳糖不耐症和惡臭味的糞便。併發症可能包括貧血和腎結石。
大多數案例是由於手術切除了大部分的小腸所造成。這類手術主要是因為成年人的克隆氏症和幼兒的壞死性小腸結腸炎。其他原因包括小腸的損傷，以及出生時有異常的短腸。短腸症候群它通常不易發現，小腸長度通常為6.1米，一般要到長度不到2米（6.6英尺）時才會發現到。
治療可能包括特定飲食，藥物治療或手術。飲食可能會包括口服脫水補充液、維生素和礦物質補充劑，少量多餐以及避免高脂肪食物。有時營養需要透過靜脈注射給予，稱為靜脈營養。使用的藥物會包括抗生素、制酸劑、洛哌丁胺、teduglutide和生長激素。不同類型的手術，包括腸道移植，對一些人可能會有助益。
短腸症候群每年發生比例為百萬分之三。據估計，美國有15,000人患有此病 它被歐洲藥品管理局列為罕見疾病。。預後取決於小腸的剩餘量或者是小腸是否仍然與大腸保持連接。

## 外部連結
- 中的“短腸症候群”
- National Digestive Diseases Information Clearinghouse - Short Bowel Syndrome